# Naravni rezervat Kronocki
Naravni rezervat Kronocki (Kроноцкий) (tudi Kronotsky Biosphere Zapovednik) je naravno območje, rezervirano za študij naravoslovja na Ruskem Daljnem vzhodu, na obali polotoka Kamčatka. Ustvarjen je bil leta 1934 in njegova trenutna meja obsega površino 10.990 km2. Največje jezero v rezervatu je jezero Kronockoje, ki pokriva površino 246 kvadratnih kilometrov. Ima tudi edino porečje gejzirjev v Rusiji in več gorskih verig s številnimi vulkani, tako aktivnimi kot ugaslimi. Zaradi ostrega podnebja in mešanice vulkanov in gejzirjev je pogosto opisana kot »dežela ognja in ledu«.
Kronocky je v glavnem dostopen samo znanstvenikom, plus približno 3000 turistom letno, ki plačajo pristojbino v višini 700 USD za potovanje s helikopterjem za enodnevni obisk. Je del Unescove svetovne dediščine pod naslovom Vulkani Kamčatke.

## Ekoregija in podnebje
Kronocki je v ekoregiji Kamčatko-Kurilskih travnikov in redkih gozdov, ki pokriva obalna območja Kamčatke in okoliških otokov. Podnebje je vlažno celinsko podnebje, hladno poletje (Köppnova podnebna klasifikacija (Dwb)). Za to podnebje so značilne velike temperaturne razlike, tako dnevne kot sezonske; s suhimi zimami in hladnimi poletji.

## Rastlinstvo in živalstvo
V rezervatu uspeva več kot 750 rastlinskih vrst, ki so razširjene vse do nadmorske višine 3510 m.
Naravni rezervat se ponaša z več kot 800 rjavimi medvedi, nekaterimi največjimi na svetu, ki lahko tehtajo več kot 540 kg. Z več kot 800 osebki je največja zaščitena populacija rjavega medveda v Evraziji. Medvedi v rezervatu Kronocki se pogosto srečujejo na potokih z lososi v parku, kjer se lahko prosto družijo med seboj.
Opazili so, da so nekateri medvedi vohajo kerozin in bencin iz zavrženih sodov z gorivom, ki jih rezervat uporablja za napajanje generatorjev in helikopterjev, kar je očitno povzročilo odvisnost. Po nekajminutnem vdihu izkopljejo plitvo luknjo, v katero se uležejo. Videli so medvede, ki čakajo na vzlet helikopterjev, da lahko povohajo gorivo, ki je morda padlo na tla.

## Dolina gejzirjev
Dolina gejzirjev (rus. Долина гейзеров) in gejzirsko polje Mutnovski sta edini gejzirski polji v Evraziji. Dolina gejzirjev je druga največja koncentracija gejzirjev na svetu. 6 km dolga kotlina s približno devetdesetimi gejzirji in številnimi toplimi izviri je na polotoku Kamčatka, pretežno na levem bregu vedno globoke reke Gejzernaje.
V dolini se je vulkanski stožec sesul pred približno 40.000 leti in ustvaril 9 × 12 km veliko kaldero Uzon, ki še naprej pari na mestih, kjer lahko magma segreje podtalnico skoraj do vretja. Območje ima vsaj 500 geotermalnih vročih vrelcev, blatnih loncev in drugih podobnih značilnosti. Na severovzhodu kaldere Uzon jezero Dalni zapolnjuje holocenski maar. Kaldera Uzon je mesto pojavljanja ekstremofilnih mikroorganizmov zaradi visokih lokaliziranih temperatur (C.Michael Hogan. 2010)
Med gejzirji je tudi Velikan (velikanski) gejzir, ki izbruhne s tonami vode, ki med minutnim izbruhom približno vsakih šest ur izbruhne več kot 25 metrov v zrak. Vsaj 20 takšnih gejzirjev izbruhne na odseku porečja reke Gejsernaja v Dolini gejzirjev, skupaj z desetinami manjših vrelcev in na stotinami vročih vrelcev. Največji od teh gejzirjev izbruhne s 60 tonami vode enkrat ali dvakrat na leto.